# Jean-Louis Floch
Pour les articles homonymes, voir Floc'h.
 (septembre 2016).
Si vous disposez d'ouvrages ou d'articles de référence ou si vous connaissez des sites web de qualité traitant du thème abordé ici, merci de compléter l'article en donnant les références utiles à sa vérifiabilité et en les liant à la section « Notes et références ».
Jean-Louis Floch, né le 26 avril 1951, est un illustrateur et dessinateur de bande dessinée français.

## Biographie
Fils d'imprimeurs mayennais, Jean-Louis Floch est le frère aîné de l'illustrateur Floc'h. Il appartient à cette génération d'auteurs qui, au tournant des années 1980, ont cherché à interroger le style hergéen en lui faisant rencontrer l'underground. 

## Publications

### Album
- Les Jacopo, scénario de Colette Tournès, BD Astrapi :

1. Les Jacopo au Japon, 1981[1]..
2. Les Jacopo contre le fantôme, 1981.
3. Les Jacopo et l'étalon sauvage, 1982.
4. Les Jacopo contre les Zoméros, 1983.

- En pleine guerre froide, scénario de Jean-Luc Fromental, Les Humanoïdes Associés, 1984.
- Les Aventures du prince Ludo : Ça gaze à Casino, scénario de Marc Voline, Bayard Presse, 1986.
- Une ville n'est pas un arbre, scénario de Jean-Luc Fromental, Les Humanoïdes Associés, 1989.
- Mort aux autres, Albin Michel, 1990.
- Léo et l'auto verte, scénario de Andrée-Paule Fournier, Bayard Presse, 1982.
- Le Camion des yeux t. 1 : N'Gaoudéré, scénario d'Arnaud Floc'h, BFB, 2004.

### Illustration de livre de tiers
- Eric Frank Russell, La Grande explosion / Le Sanctuaire terrifiant, éditions OPTA, Club du livre d'anticipation no 69, 1978,  (ISBN 2-7201-0104-4)